# Yulong (socken i Kina, Sichuan)
Yulong (kinesiska: 玉龙乡, 玉龙) är en socken i Kina. Den ligger i provinsen Sichuan, i den sydvästra delen av landet, omkring 83 kilometer söder om provinshuvudstaden Chengdu. Antalet invånare är 14 936. Befolkningen består av 7 543 kvinnor och 7 393 män. Barn under 15 år utgör 17,0 %, vuxna 15-64 år 67 %, och äldre över 65 år 14,0 %.
Genomsnittlig årsnederbörd är 1 348 millimeter. Den regnigaste månaden är juli, med i genomsnitt 306 mm nederbörd, och den torraste är december, med 13 mm nederbörd.